# 法默维尔 (路易斯安那州)
法默维尔（英語：Farmerville）是美国路易斯安那州下属的一座城市。根据2020年美國人口普查，该市有人口3,366人。建置上，属于「鎮」（town）。